# Yrjö Nikkanen
Jouko Yrjö Nikkanen (Kanneljärvi, 31 december 1914 – Suoniemi, 18 november 1985) was een Finse atleet, die in de jaren dertig en veertig tot de wereldtop van het speerwerpen behoorde. Hij verbeterde tweemaal het wereldrecord op deze discipline.
In 1936 won Yrjö Nikkanen op de Olympische Spelen van Berlijn een zilveren medaille bij het speerwerpen. Met een beste poging van 70,77 m eindigde minder dan een meter achter de Duitse Gerhard Stöck (goud; 71,84). Zijn landgenoot Kalervo Toivonen wierp slechts 5 cm minder dan Nikkanen en moest zodoende genoegen nemen met het brons.
Op 28 augustus 1938 verbeterde hij het wereldrecord speerwerpen tot 77,86 m. Slechts twee maanden later stelde hij dit record scherper tot 78,70 m. Zijn wereldrecord hield tot 8 augustus 1953 stand toen de Amerikaan Bud Held dit verbeterde tot 80,40 m. Op het EK 1938 (Parijs) en het EK 1946 (Oslo) won hij een zilveren medaille.

## Titels
- Fins kampioen speerwerpen - 1936, 1937, 1938, 1939, 1943, 1946

## Persoonlijk record
- Speerwerpen - 78,70 m (1938)

## Wereldrecords
| Oude speer (voor 1986) |            |         |
| 77,87                  | 25.08.1938 | Karhula |
| 78,70                  | 16.10.1938 | Kotka   |

## Palmares

### Speerwerpen
- 1936:  OS - 70,77 m
- 1938:  EK - 75,00 m
- 1946:  EK - 67,50 m

## Prestatieontwikkeling
- 1933: 57,58 m
- 1934: 66,44 m
- 1935: 71,30 m
- 1936: 73,86 m
- 1937: 74,78 m
- 1938: 78,70 m (WR)
- 1939: 74,98 m
- 1940: 73,52 m
- 1941: 73,72 m
- 1942: 71,42 m
- 1943: 70,05 m
- 1944: 67,22 m
- 1946: 72,59 m